# Grækenlands håndboldlandshold (herrer)
Grækenlands håndboldlandshold for mænd er det mandlige landshold i håndbold for Grækenland. Det repræsenterer landet i internationale håndboldturneringer. Det reguleres af Omospondia Heirosfairiseos Ellados. Da hovedstaden Athen Arrangerede Sommer-OL 2004 deltog Grækenland under Håndboldturneringen, og endte på en 6. plads ud af 12 hold. Dette var håndboldlandsholdets bedste placering. Grækenland deltog under VM 2005 i Tunesien og vandt blandt andet mod Frankrig. Håndboldlandsholdet endte på en 6. plads.
Holdet kvalificerede sig for første gang til EM i håndbold i 2024 i Tyskland.

## Resultater

### VM
- 2005: 6.-plads

### Sommer-OL
- 2004: 6.-plads

## Kendte spillere
- Spyros Balomenos (født 25. februar 1979, venstreback) – IK Sävehof
- Evangelos Voglis (født 17. december 1977) – Djurgårdens IF HF
- Alexandros Alvanos
- Savas Karipidis
- Nikolaos Samaras
- Alexandros Vasilakis
- Georgios Chalkidis